# سيسيل بويد
سيسيل بويد (بالإنجليزية: Cecil Boyd)‏ هو لاعب اتحاد الرغبي أيرلندي، ولد في 27 يونيو 1875 في دبلن في جمهورية أيرلندا، وتوفي في 27 فبراير 1942 في فيكتوريا في كندا.